# انتخابات (فیلم ۱۹۹۹)
انتخابات (انگلیسی: Election) فیلمی به کارگردانی الکساندر پین است که در سال ۱۹۹۹ منتشر شد.

## بازیگران
- متیو برودریک
- ریس ویترسپون
- کریس کلاین
- جسیکا کمبل
- مالی هاگن
- کالین کمپ
- مت مالوی